# Paonias
Paonias là một chi bướm đêm thuộc họ Sphingidae.

## Các loài
- Paonias astylus - (Drury 1773)
- Paonias excaecatus - (JE Smith 1797)
- Paonias macrops - Gehlen, 1933
- Paonias myops - (JE Smith 1797)
- Paonias wolfei - Cadiou & Haxaire 1997

## Hình ảnh

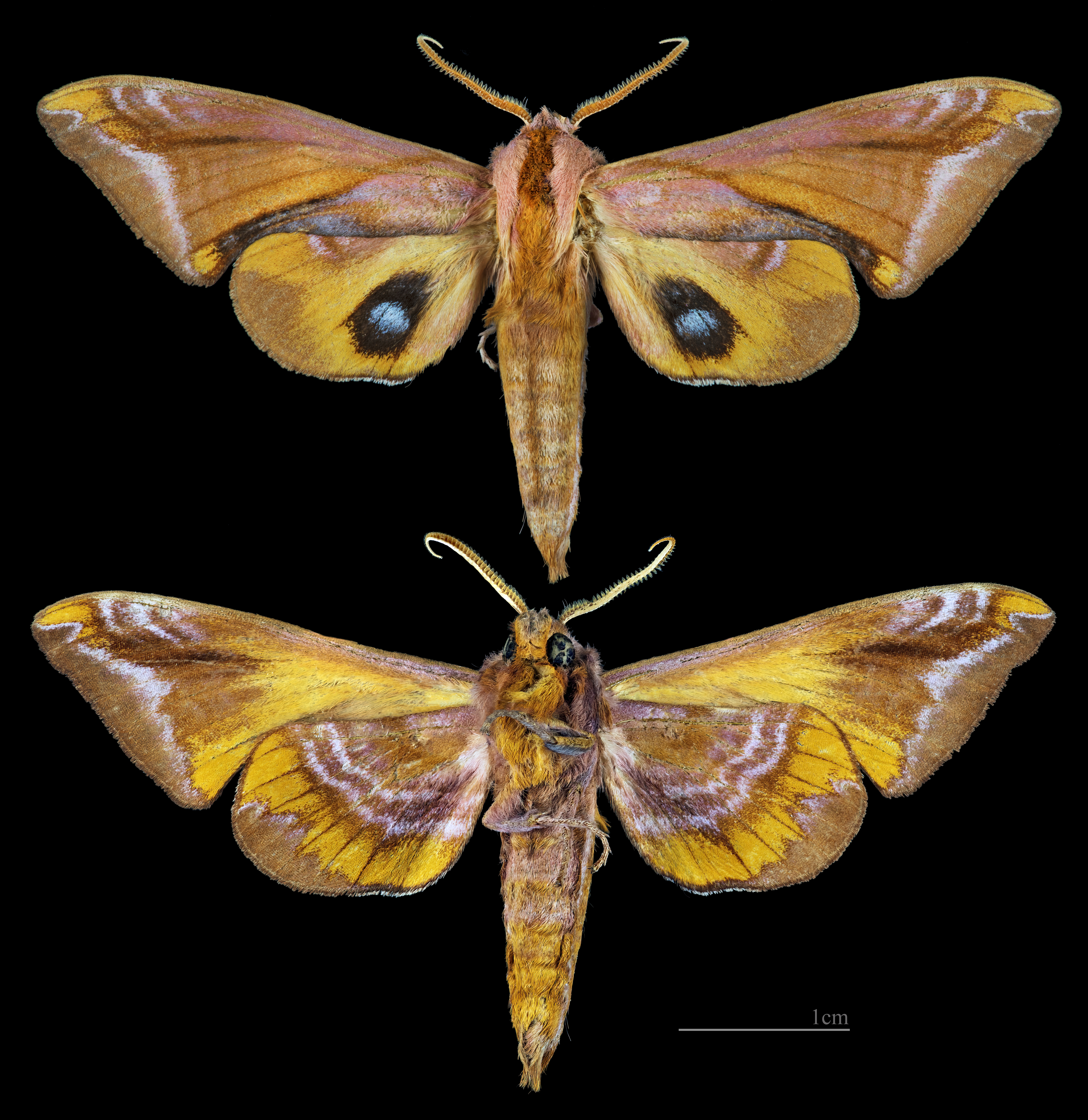
Paonias astylus
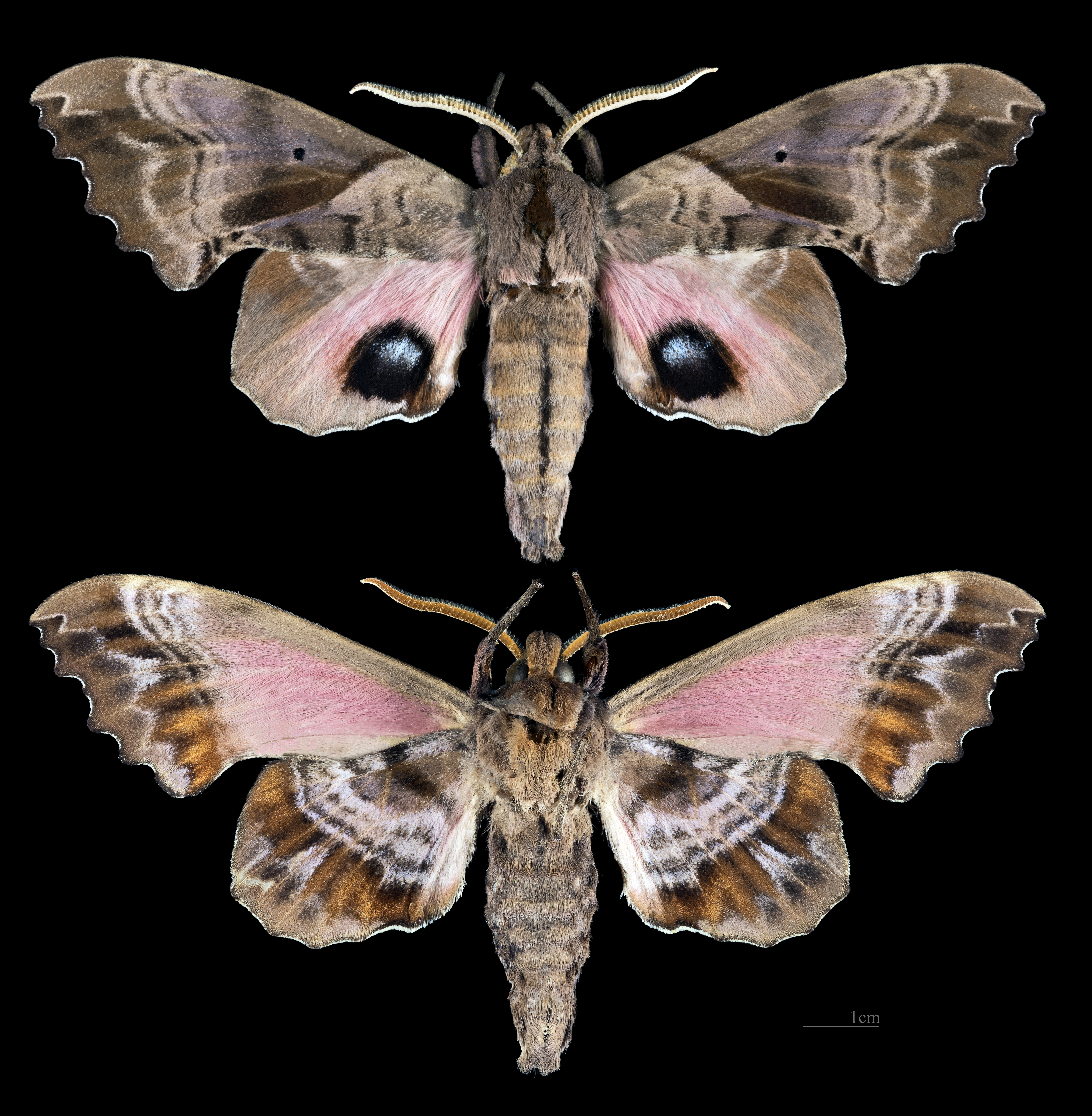
Paonias excaecatus
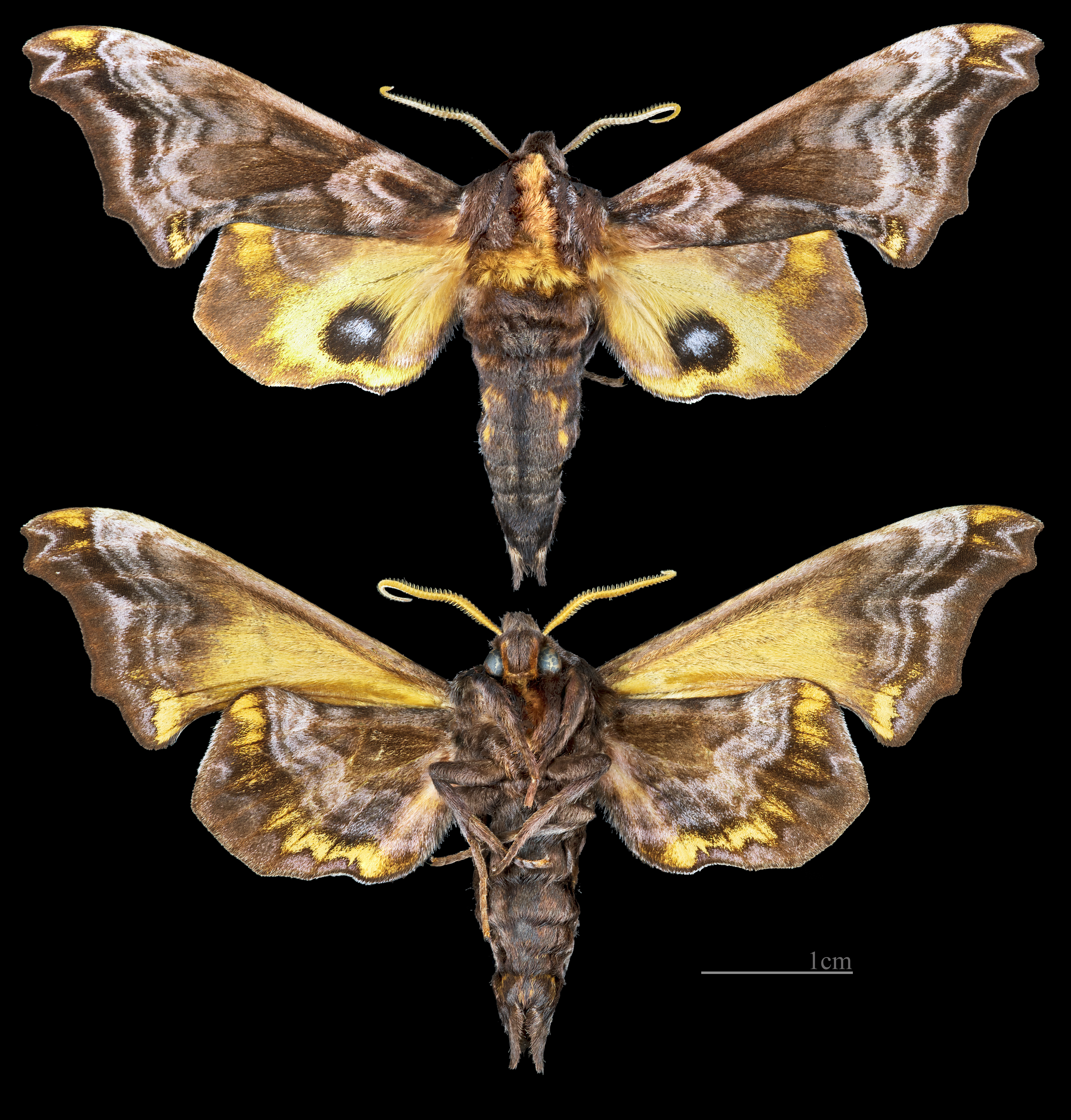
Paonias myops